# Liga Conferencia de la UEFA 2025-26
La Liga Conferencia de la UEFA 2025-26 es la 5.ª edición del torneo de fútbol de clubes terciarios de Europa organizado por la UEFA, y la 2.ª edición desde que pasó de ser Liga Europa Conferencia de la UEFA a Liga Conferencia de la UEFA.
La final se jugará el 2026 en el Red Bull Arena de Leipzig, Alemania.
El ganador de la Liga Conferencia de la UEFA se clasificará para la Liga Europa de la UEFA 2026-27, a menos que se clasifique para la Liga de Campeones de la UEFA 2026-27 en función de su desempeño en el campeonato.

## Designación de la ciudad sede de la final
En julio de 2023, la UEFA anunció que las ciudades de Leipzig, Jerusalén, Oslo, Glasgow, Ginebra y Estambul habían expresado interés en albergar las finales de la Liga Conferencia de la UEFA de 2026 y 2027. El comité ejecutivo de la UEFA anunció el 22 de mayo de 2024 que el Red Bull Arena había sido seleccionado para albergar la final de 2026.

## Formato
El formato de esta competición es idéntico al de la temporada anterior. Después de una fase de clasificación, los 36 clubes clasificados juegan en una fase de liga contra seis oponentes diferentes (tres partidos en casa y tres fuera de casa). Los equipos se dividen en seis bombos de 6 equipos según su Coeficientes UEFA. Cada equipo se enfrenta (en un solo partido) a un equipo por bombo:
- Los ocho primeros se clasifican para la fase eliminatoria;
- Los clubes clasificados del 9.° al 24.° lugar juegan los play-offs de clasificación para los octavos de final;
- Los equipos clasificados después del puesto 24 son eliminados.

## Asignación
Un total de 167 equipos de 54 de las 55 federaciones miembros de la UEFA participarán en la Liga Conferencia de la UEFA 2025-26 (con la excepción de Rusia, que actualmente está suspendida). La clasificación de federaciones basada en los Coeficientes UEFA se utiliza para determinar el número de equipos participantes de cada federación:
- Las asociaciones 1 a 12 tienen un equipo clasificado.
- Las asociaciones 13 a 34 (excepto Rusia[RUS 1]) y 51 a 55 tienen dos equipos clasificados.
- Las asociaciones 35 a 50 (excepto Liechtenstein que solo tiene uno[LIE 1]) tienen tres equipos clasificados.
- 15 equipos eliminados de la Liga de Campeones de la UEFA 2025-26 y 41 equipos eliminados de la Liga Europa de la UEFA 2025-26 serán transferidos a la Liga Conferencia de la UEFA 2025-26.

### Clasificación de la asociación
Para la Liga Conferencia de la UEFA 2025-26, a las federaciones se les asignan plazas de acuerdo con sus coeficientes de federación de la UEFA 2024, que tienen en cuenta su desempeño en las competiciones europeas de 2019-20 a 2023-24.
Además de la asignación basada en los coeficientes de la asociación, las asociaciones pueden tener equipos adicionales que participen en la Liga Europa, como se indica a continuación:
- (UCL) – Equipos adicionales transferidos de la Liga de Campeones de la UEFA.
- (UEL) – Equipos adicionales transferidos de la Liga Europa de la UEFA.

| Pos. | Federación      | Coef.   | Equipos | Notas    |
| ---- | --------------- | ------- | ------- | -------- |
| 1    | Inglaterra      | 104.303 | 1       |          |
| 2    | Italia          | 90.284  | 1       |          |
| 3    | España          | 89.489  | 1       |          |
| 4    | Alemania        | 86.624  | 1       |          |
| 5    | Francia         | 66.831  | 1       |          |
| 6    | Países Bajos    | 61.300  | 1       |          |
| 7    | Portugal        | 56.316  | 1       |          |
| 8    | Bélgica         | 48.800  | 1       | +1 (UEL) |
| 9    | Turquía         | 38.600  | 1       | +1 (UEL) |
| 10   | República Checa | 36.050  | 1       | +1 (UEL) |
| 11   | Escocia         | 36.050  | 1       | +1 (UEL) |
| 12   | Suiza           | 32.975  | 1       | +2 (UEL) |
| 13   | Austria         | 32.600  | 2       | +1 (UEL) |
| 14   | Noruega         | 31.625  | 2       | +1 (UEL) |
| 15   | Grecia          | 31.525  | 2       |          |
| 16   | Dinamarca       | 31.450  | 2       |          |
| 17   | Israel          | 31.125  | 2       | +1 (UEL) |
| 18   | Ucrania         | 28.000  | 2       | +1 (UEL) |

| Pos. | Federación | Coef.  | Equipos | Notas             |
| ---- | ---------- | ------ | ------- | ----------------- |
| 19   | Serbia     | 27.775 | 2       | +1 (UEL)          |
| 20   | Croacia    | 25.525 | 2       |                   |
| 21   | Polonia    | 25.375 | 2       | +1 (UEL)          |
| 22   | Rusia      | 22.965 | 0       | [ RUS 1 ]         |
| 23   | Chipre     | 22.100 | 2       |                   |
| 24   | Hungría    | 21.875 | 2       | +1 (UEL)          |
| 25   | Suecia     | 21.500 | 2       | +1 (UEL)          |
| 26   | Rumania    | 21.375 | 2       | +1 (UEL)          |
| 27   | Bulgaria   | 20.375 | 2       | +1 (UEL)          |
| 28   | Azerbaiyán | 20.125 | 2       | +1 (UEL)          |
| 29   | Eslovaquia | 19.625 | 2       | +1 (UEL)          |
| 30   | Eslovenia  | 13.250 | 2       | +1 (UCL) +1 (UEL) |
| 31   | Moldavia   | 13.125 | 2       | +1 (UCL) +1 (UEL) |
| 32   | Kosovo     | 11.541 | 2       | +2 (UEL)          |
| 33   | Kazajistán | 11.500 | 2       | +1 (UEL)          |
| 34   | Finlandia  | 11.125 | 2       | +1 (UEL)          |
| 35   | Irlanda    | 10.875 | 2       | +1 (UEL)          |
| 36   | Armenia    | 10.625 | 3       | +1 (UEL)          |
| 37   | Letonia    | 10.625 | 3       | +1 (UEL)          |

| Pos. | Federación           | Coef.  | Equipos | Notas     |
| ---- | -------------------- | ------ | ------- | --------- |
| 38   | Islas Feroe          | 10.375 | 3       | +1 (UCL)  |
| 39   | Bosnia y Herzegovina | 10.000 | 3       |           |
| 40   | Liechtenstein        | 10.000 | 1       | [ LIE 1 ] |
| 41   | Islandia             | 9.583  | 3       | +1 (UEL)  |
| 42   | Irlanda del Norte    | 9.208  | 3       | +1 (UCL)  |
| 43   | Luxemburgo           | 8.625  | 3       | +1 (UCL)  |
| 44   | Lituania             | 8.500  | 3       | +1 (UCL)  |
| 45   | Malta                | 8.250  | 3       | +1 (UEL)  |
| 46   | Georgia              | 7.625  | 3       | +1 (UCL)  |
| 47   | Albania              | 7.375  | 3       | +1 (UCL)  |
| 48   | Estonia              | 7.207  | 3       | +1 (UCL)  |
| 49   | Bielorrusia          | 6.625  | 3       | +1 (UCL)  |
| 50   | Macedonia            | 6.000  | 3       |           |
| 51   | Andorra              | 5.998  | 2       | +1 (UCL)  |
| 52   | Gales                | 5.791  | 2       | +1 (UCL)  |
| 53   | Montenegro           | 5.708  | 2       | +1 (UCL)  |
| 54   | Gibraltar            | 4.957  | 2       |           |
| 55   | San Marino           | 1.832  | 2       | +1 (UCL)  |

### Distribución
La tabla refleja la actual suspensión de Rusia de la UEFA.
|                                            |                                            | Equipos que entran en esta fase | Equipos que provienen de la fase anterior                                                                       | Equipos transferidos de la Liga de Campeones                                                   | Equipos transferidos de la Liga Europa                                                  |
| ------------------------------------------ | ------------------------------------------ | --- | --- | ---------------------------------------------------------------------------------------------- | --------------------------------------------------------------------------------------- |
| Primera ronda clasificatoria (48 equipos)  | Primera ronda clasificatoria (48 equipos)  | - 8 ganadores de copa nacionales de las asociaciones 48 a 55 - 20 subcampeones de las asociaciones 34 a 55 (excluyendo Irlanda y Liechtenstein) - 20 equipos en tercer lugar de las asociaciones 30 a 50 (excluyendo Liechtenstein)                                                                                         | |                                                                                                |                                                                                         |
| Segunda ronda clasificatoria (100 equipos) | Ruta de campeones (12 equipos)             | | | - 12 perdedores de la Primera ronda clasificatoria (Ruta de campeones) de la Liga de Campeones |                                                                                         |
| Segunda ronda clasificatoria (100 equipos) | Ruta de liga (88 equipos)                  | - 12 ganadores de copa nacionales de las asociaciones 36 a 47 - 18 subcampeones de las asociaciones 16 a 35 (excluyendo Rusia y Finlandia) - 16 equipos en tercer lugar de las asociaciones 13 a 29 (excluyendo Rusia) - 9 equipos en cuarto lugar de las asociaciones 7 a 15 - 1 equipo en quinto lugar de la asociación 6 | - 24 ganadores de la Primera ronda clasificatoria (Ruta de liga)                                                |                                                                                                | - 8 perdedores de la Primera ronda clasificatoria (Ruta de liga) de la Liga Europa      |
| Tercera ronda clasificatoria (60 equipos)  | Ruta de campeones (8 equipos)              | | - 6 ganadores de la Segunda ronda clasificatoria (Ruta de campeones)                                            | - 2 perdedores de la Primera ronda clasificatoria (Ruta de campeones) de la Liga de Campeones  |                                                                                         |
| Tercera ronda clasificatoria (60 equipos)  | Ruta de liga (52 equipos)                  | | - 44 ganadores de la Segunda ronda clasificatoria (Ruta de liga)                                                |                                                                                                | - 8 perdedores de la Segunda ronda clasificatoria (Ruta de liga) de la Liga Europa      |
| Ronda de Play-Off (48 equipos)             | Ruta de campeones (10 equipos)             | | - 4 ganadores de la Tercera ronda clasificatoria (Ruta de campeones)                                            |                                                                                                | - 6 perdedores de la Tercera ronda clasificatoria (Ruta de campeones) de la Liga Europa |
| Ronda de Play-Off (48 equipos)             | Ruta de liga (38 equipos)                  | - 5 equipos en sexto lugar de las asociaciones 1 a 5 | - 26 ganadores de la Tercera ronda clasificatoria (Ruta de liga)                                                |                                                                                                | - 7 perdedores de la Tercera ronda clasificatoria (Ruta de liga) de la Liga Europa      |
| Fase de liga (36 equipos)                  | Fase de liga (36 equipos)                  | | - 5 ganadores de la Ronda de Play-Off (Ruta de campeones) - 19 ganadores de la Ronda de Play-Off (Ruta de liga) |                                                                                                | - 12 perdedores de la Ronda de Play-Off (Ruta de liga) de la Liga Europa                |
| Ronda eliminatoria preliminar (16 equipos) | Ronda eliminatoria preliminar (16 equipos) | | - 16 equipos clasificados del 9.° al 24.° de la fase de Liga                                                    |                                                                                                |                                                                                         |
| Fase eliminatoria (16 equipos)             | Fase eliminatoria (16 equipos)             | | - 8 equipos clasificados del 1.° al 8.° de la fase de Liga - 8 ganadores de la Ronda eliminatoria preliminar    |                                                                                                |                                                                                         |

Debido a la suspensión de Rusia para la temporada europea 2025-26, se realizaran los siguientes cambios en la lista de acceso:
- Uno de los perdedores de la Primera ronda clasificatoria (Ruta de campeones) de la Liga de Campeones ingresará a la Tercera ronda clasificatoria (Ruta de campeones) en lugar de la Segunda ronda clasificatoria (Ruta de campeones).
- Los campeones de las asociaciones 39 a 44 (Bosnia y Herzegovina, Liechtenstein, Islandia, Irlanda del Norte, Luxemburgo y Lituania) ingresaran a la Segunda ronda clasificatoria (Ruta de liga) en lugar de la Primera ronda clasificatoria (Ruta de liga).

Dado que el campeón de la Liga de Campeones de la UEFA (Paris Saint-Germain) se clasificó a la Fase de liga de la Liga de Campeones a través de su liga nacional, se realizaron los siguientes cambios en la lista de acceso:
- Dos de los perdedores de la Primera ronda clasificatoria (Ruta de campeones) de la Liga de Campeones ingresarán a la Tercera ronda clasificatoria (Ruta de campeones) en lugar de la Segunda ronda clasificatoria (Ruta de campeones).

Dado que el campeón de la Liga Conferencia de la UEFA (Chelsea) se clasificó a la Fase de liga de la Liga de Campeones a través de su liga nacional, se realizaron los siguientes cambios en la lista de acceso:
- El campeón de la asociación 34 (Finlandia) ingresará a la Primera ronda clasificatoria (Ruta de liga) de la Liga Europa de la UEFA 2025-26 en lugar de la Segunda ronda clasificatoria (Ruta de liga).
- Los campeones de las asociaciones 45 a 46 (Malta y Georgia) ingresaran a la Segunda ronda clasificatoria (Ruta de liga) en lugar de la Primera ronda clasificatoria (Ruta de liga).

## Participantes
Las etiquetas entre paréntesis muestran cómo cada equipo se clasificó para el lugar de su ronda inicial:
- CC: Campeón de copa
- N.º: Posición de liga
- PO: Ganador de Play-Off
- LC: Procedente de la Liga de Campeones
  - PO: Perdedor de la Ronda de play-Off
  - 3R: Perdedor de la Tercera ronda clasificatoria
  - 1R: Perdedor de la Primera ronda clasificatoria
- EL: Procedente de la Liga Europa
  - PO: Perdedor de la Ronda de play-Off
  - 3R: Perdedor de la Tercera ronda clasificatoria
  - 2R: Perdedor de la Segunda ronda clasificatoria

La segunda ronda clasificatoria, la tercera ronda clasificatoria y la ronda de play-off se dividen en Ruta de campeones y Ruta de liga.
| Fase de liga                  | Fase de liga               | Fase de liga                | Fase de liga                     |
| ----------------------------- | -------------------------- | --------------------------- | -------------------------------- |
| / [[]] (EL PO)                | / [[]] (EL PO)             | / [[]] (EL PO)              | / [[]] (EL PO)                   |
| / [[]] (EL PO)                | / [[]] (EL PO)             | / [[]] (EL PO)              | / [[]] (EL PO)                   |
| / [[]] (EL PO)                | / [[]] (EL PO)             | / [[]] (EL PO)              | / [[]] (EL PO)                   |
| Ronda de play-off             |                            |                             |                                  |
| Ruta de Campeones             | Ruta de Campeones          | Ruta de Liga                | Ruta de Liga                     |
| Noah (EL 3R)                  | Noah (EL 3R)               | Legia Varsovia (EL 3R)      | Crystal Palace (CC)              |
| Shelbourne (EL 3R)            | Shelbourne (EL 3R)         | Fredrikstad (EL 3R)         | Fiorentina (6.º)                 |
| RFS (EL 3R)                   | RFS (EL 3R)                | CFR Cluj (EL 3R)            | Rayo Vallecano (8.º)             |
| Ħamrun Spartans (EL 3R)       | Ħamrun Spartans (EL 3R)    | Wolfsberger (EL 3R)         | Mainz 05 (6.º)                   |
| Breiðablik (EL 3R)            | Breiðablik (EL 3R)         | Servette (EL 3R)            | Racing Estrasburgo (7.º)         |
| Drita (EL 3R)                 | Drita (EL 3R)              | Häcken (EL 3R)              |                                  |
|                               |                            | Shakhtar Donetsk (EL 3R)    |                                  |
| Tercera ronda clasificatoria  |                            |                             |                                  |
| Ruta de campeones             | Ruta de liga               | Ruta de liga                | Ruta de liga                     |
| Víkingur Gøta (LC 1R)         | Lugano (EL 2R)             | Baník Ostrava (EL 2R)       | Hibernian (EL 2R)                |
| Virtus (LC 1R)                | Celje (EL 2R)              | Anderlecht (EL 2R)          | Beşiktaş (EL 2R)                 |
|                               | Levski Sofia (EL 2R)       | Sheriff Tiraspol (EL 2R)    |                                  |
| Segunda ronda clasificatoria  |                            |                             |                                  |
| Ruta de campeones             | Ruta de liga               | Ruta de liga                | Ruta de liga                     |
| Žalgiris (LC 1R)              | AZ Alkmaar (PO)            | Novi Pazar (3.°)            | Košice (5.°)                     |
| Milsami Orhei (LC 1R)         | Santa Clara (5.°)          | Radnički (5.°)              | Maribor (2.°)                    |
| The New Saints (LC 1R)        | Charleroi (PO)             | Hajduk Split (3.°)          | Zimbru Chișinău (3.°)            |
| Iberia 1999 (LC 1R)           | İstanbul Başakşehir (5.°)  | NK Varaždin (4.°)           | Ballkani (2.°)                   |
| Levadia Tallinn (LC 1R)       | Sparta Praga (4.°)         | Raków Częstochowa (2.°)     | Astaná (2.°)                     |
| Differdange 03 (LC 1R)        | Dundee United (4.°)        | Jagiellonia Białystok (3.°) | Shamrock Rovers (2.°)            |
| Egnatia (LC 1R)               | Lausanne-Sport (5.°)       | Aris Limassol (2.°)         | Ararat-Armenia (2.°)             |
| Linfield (LC 1R)              | Austria Viena (3.°)        | Omonia Nicosia (3.°)        | Riga (2.°)                       |
| Inter Club d'Escaldes (LC 1R) | Rapid Viena (PO)           | Puskás Akadémia (2.°)       | HB Tórshavn (CC)                 |
| Olimpija Ljubljana (LC 1R)    | Viking (3.°)               | Győri (4.°)                 | Sarajevo (CC)                    |
| Budućnost Podgorica (LC 1R)   | Rosenborg (4.°)            | Hammarby (2.°)              | Vaduz (CC)                       |
| Dinamo Minsk (LC 1R)          | AEK Athens (4.°)           | AIK (3.°)                   | KA Akureyri (CC)                 |
|                               | Aris Salónica (5.°)        | Universitatea Craiova (3.°) | Dungannon Swifts (CC)            |
| Brøndby IF (3.°)              | Universitatea Cluj (4.°)   | UNA Strassen (2.°)          |                                  |
| Silkeborg (PO)                | Cherno More Varna (3.°)    | Banga (CC)                  |                                  |
| Maccabi Haifa (3.°)           | Arda Kardzhali (PO)        | Hibernians (CC)             |                                  |
| Beitar Jerusalén (4.°)        | Zira (2.°)                 | Spaeri (CC)                 |                                  |
| Oleksandria (2.°)             | Araz-Naxçıvan (3.°)        | Dinamo Tirana (CC)          |                                  |
| Polissya Zhytomyr (4.°)       | Žilina (2.°)               |                             |                                  |
| Ilves Tampere (EL 1R)         | Sabah (EL 1R)              | Partizán (EL 1R)            |                                  |
| Pristina (EL 1R)              | Aktobe (EL 1R)             | Paksi (EL 1R)               |                                  |
| Spartak Trnava (EL 1R)        | Hapoel Be'er Sheva (EL 1R) |                             |                                  |
| Primera ronda clasificatoria  |                            |                             |                                  |
| Koper (3.°)                   | NSÍ Runavík (4.°)          | Floriana (3.°)              | Sileks (2.°)                     |
| Petrocub Hîncești (4.°)       | Borac (2.°)                | Torpedo Kutaisi (2.°)       | Rabotnički (3.°)                 |
| Malisheva (3.°)               | Željezničar (4.°)          | Dila Gori (3.°)             | Atlètic Club d'Escaldes (CC/2.°) |
| Ordabasy (4.°)                | Víkingur Reykjavík (2.°)   | Vllaznia (2.°)              | Santa Coloma (3.°)               |
| HJK (3.°)                     | Valur Reykjavík (3.°)      | Partizani (3.°)             | Penybont (2.°)                   |
| SJK (PO)                      | Larne (2.°)                | Nõmme Kalju (2.°)           | Haverfordwest County (PO)        |
| St Patrick's Athletic (3.°)   | Cliftonville (PO)          | Paide Linnameeskond (3.°)   | Dečić Tuzi (CC)                  |
| Urartu (3.°)                  | F91 Dudelange (3.°)        | Flora Tallin (4.°)          | Sutjeska Nikšić (3.°)            |
| Pyunik (4.°)                  | Racing Union (4.°)         | Neman Grodno (2.°)          | FCB Magpies (CC)                 |
| Auda (3.°)                    | Hegelmann (2.°)            | Torpedo Zhodino (3.°)       | St. Joseph's (2.°)               |
| Daugavpils (5.°)              | Kauno Žalgiris (3.°)       | Dinamo Brest (4.°)          | Tre Fiori (CC/3.°)               |
| KÍ Klaksvik (2.°)             | Birkirkara (2.°)           | Vardar (CC)                 | La Fiorita (PO)                  |

## Calendario
El calendario de la competición es el siguiente, todos los sorteos se llevan a cabo en la sede de la UEFA en Nyon, Suiza.
| Fase              | Ronda             | Sorteo                  | Ida                                              | Vuelta                                           |
| ----------------- | ----------------- | ----------------------- | ------------------------------------------------ | ------------------------------------------------ |
| Clasificación     | Primera ronda     | 17 de junio de 2025     | 8 de julio de 2025                               | 17 de julio de 2025                              |
| Clasificación     | Segunda ronda     | 18 de junio de 2025     | 24 de julio de 2025                              | 31 de julio de 2025                              |
| Clasificación     | Tercera ronda     | 21 de julio de 2025     | 7 de agosto de 2025                              | 14 de agosto de 2025                             |
| Play-off          | Ronda de play-off | 4 de agosto de 2025     | 21 de agosto de 2025                             | 28 de agosto de 2025                             |
| Fase de liga      | Jornada 1         | 29 de agosto de 2025    | 2 de octubre de 2025                             | 2 de octubre de 2025                             |
| Fase de liga      | Jornada 2         | 29 de agosto de 2025    | 23 de octubre de 2025                            | 23 de octubre de 2025                            |
| Fase de liga      | Jornada 3         | 29 de agosto de 2025    | 6 de noviembre de 2025                           | 6 de noviembre de 2025                           |
| Fase de liga      | Jornada 4         | 29 de agosto de 2025    | 27 de noviembre de 2025                          | 27 de noviembre de 2025                          |
| Fase de liga      | Jornada 5         | 29 de agosto de 2025    | 11 de diciembre de 2025                          | 11 de diciembre de 2025                          |
| Fase de liga      | Jornada 6         | 29 de agosto de 2025    | 18 de diciembre de 2025                          | 18 de diciembre de 2025                          |
| Fase eliminatoria | Play-offs         | 19 de diciembre de 2025 | 19 de febrero de 2026                            | 26 de febrero de 2026                            |
| Fase eliminatoria | Octavos           | 27 de febrero de 2026   | 12 de marzo de 2026                              | 19 de marzo de 2026                              |
| Fase eliminatoria | Cuartos           | 27 de febrero de 2026   | 9 de abril de 2026                               | 16 de abril de 2026                              |
| Fase eliminatoria | Semifinales       | 27 de febrero de 2026   | 30 de abril de 2026                              | 7 de mayo de 2026                                |
| Fase eliminatoria | Final             | 27 de febrero de 2026   | 27 de mayo de 2026 en el Red Bull Arena, Leipzig | 27 de mayo de 2026 en el Red Bull Arena, Leipzig |

## Fase clasificatoria

### Primera ronda clasificatoria
Un total de 48 equipos participarán en la primera ronda clasificatoria de la Liga Conferencia de la UEFA.
| Equipo 1                | Agr.         | Equipo 2             | Ida | Vuelta |
| ----------------------- | ------------ | -------------------- | --- | ------ |
| NSÍ Runavík             | 4–5 (t. s.)  | HJK                  | 4–0 | 0–5    |
| Torpedo Kutaisi         | 5–4          | Ordabasy             | 4–3 | 1–1    |
| Željezničar             | 2–4          | Koper                | 1–1 | 1–3    |
| SJK                     | 1–4          | KÍ Klaksvik          | 1–2 | 0–2    |
| Nõmme Kalju             | 2–1 (t. s.)  | Partizani            | 1–1 | 1–0    |
| Tre Fiori               | 1–5          | Pyunik               | 1–0 | 0–5    |
| St Patrick's Athletic   | 3–0          | Hegelmann            | 1–0 | 2–0    |
| Dečić Tuzi              | 3–2          | Sileks               | 2–0 | 1–2    |
| Sutjeska Nikšić         | 3–2          | Dinamo Brest         | 1–2 | 2–0    |
| Larne                   | 2–2 (4–2 p.) | Auda                 | 0–0 | 2–2    |
| Floriana                | 5–3          | Haverfordwest County | 2–1 | 3–2    |
| Torpedo Zhodino         | 4–0          | Rabotnički           | 3–0 | 1–0    |
| FCB Magpies             | 3–7          | Paide Linnameeskond  | 2–3 | 1–4    |
| Birkirkara              | 1–3          | Petrocub Hîncești    | 1–0 | 0–3    |
| Atlètic Club d'Escaldes | 5–3          | F91 Dudelange        | 2–0 | 3–2    |
| Valur Reykjavík         | 5–1          | Flora Tallin         | 3–0 | 2–1    |
| Malisheva               | 0–9          | Víkingur Reykjavík   | 0–1 | 0–8    |
| Racing Union            | 1–3          | Dila Gori            | 1–2 | 0–1    |
| Vllaznia                | 4–3          | Daugavpils           | 0–1 | 4–2    |
| Urartu                  | 1–6          | Neman Grodno         | 1–2 | 0–4    |
| Vardar                  | 5–2          | La Fiorita           | 3–0 | 2–2    |
| Kauno Žalgiris          | 4–1          | Penybont             | 3–0 | 1–1    |
| St. Joseph's            | 5–4 (t. s.)  | Cliftonville         | 2–2 | 3–2    |
| Borac                   | 3–4          | Santa Coloma         | 1–4 | 2–0    |

### Segunda ronda clasificatoria
Un total de 100 equipos participarán en la segunda ronda clasificatoria de la Liga Conferencia de la UEFA, de los cuales 24 proceden de la ronda anterior. Esta ronda se divide en dos secciones: la ruta de campeones (para los campeones de liga) y la ruta de liga (para los no campeones).
| Equipo 1            | Agr.        | Equipo 2              | Ida | Vuelta |
| ------------------- | ----------- | --------------------- | --- | ------ |
| Levadia Tallinn     | 3–2 (t. s.) | Iberia 1999           | 1–0 | 2–2    |
| Žalgiris            | 0–2         | Linfield              | 0–0 | 0–2    |
| The New Saints      | 0–2         | Differdange 03        | 0–1 | 0–1    |
| Olimpija Ljubljana  | 5–3         | Inter Club d'Escaldes | 4–2 | 1–1    |
| Budućnost Podgorica | 1–2         | Milsami Orhei         | 0–0 | 1–2    |
| Dinamo Minsk        | 0–3         | Egnatia               | 0–2 | 0–1    |

| Equipo 1                | Agr.         | Equipo 2              | Ida | Vuelta |
| ----------------------- | ------------ | --------------------- | --- | ------ |
| Dundee United           | 2–0          | UNA Strassen          | 1–0 | 1–0    |
| Larne                   | 1–1 (5–4 p.) | Pristina              | 0–0 | 1–1    |
| Košice                  | 3–4          | Neman Grodno          | 2–3 | 1–1    |
| Vaduz                   | 3–1 (t. s.)  | Dungannon Swifts      | 0–1 | 3–0    |
| Silkeborg               | 4–3 (t. s.)  | KA Akureyri           | 1–1 | 3–2    |
| Rosenborg               | 7–0          | Banga                 | 5–0 | 2–0    |
| Atlètic Club d'Escaldes | 2–3          | Dinamo City           | 1–2 | 1–1    |
| Austria Viena           | 7–0          | Spaeri                | 2–0 | 5–0    |
| Ballkani                | 5–3          | Floriana              | 4–2 | 1–1    |
| Viking                  | 12–3         | Koper                 | 7–0 | 5–3    |
| AEK Atenas              | 1–0          | Hapoel Be'er Sheva    | 1–0 | 0–0    |
| Pyunik                  | 3–4          | Győri ETO             | 2–1 | 1–3    |
| Riga                    | 5–4          | Dila Gori             | 2–1 | 3–3    |
| Raków Częstochowa       | 6–1          | Žilina                | 3–0 | 3–1    |
| Petrocub Hîncești       | 1–6          | Sabah                 | 0–2 | 1–4    |
| Ararat-Armenia          | 2–1 (t. s.)  | Universitatea Cluj    | 0–0 | 2–1    |
| Varaždin                | 2–3          | Santa Clara           | 2–1 | 0–2    |
| Kauno Žalgiris          | 3–2          | Valur Reykjavík       | 1–1 | 2–1    |
| Paksi                   | 2–1          | Maribor               | 1–0 | 1–1    |
| Vllaznia                | 4–5 (t. s.)  | Víkingur Reykjavík    | 2–1 | 2–4    |
| Hammarby                | 2–1 (t. s.)  | Royal Charleroi       | 0–0 | 2–1    |
| Radnički                | 0–1          | KÍ Klaksvik           | 0–0 | 0–1    |
| Novi Pazar              | 2–5          | Jagiellonia Białystok | 1–2 | 1–3    |
| Polissya                | 5–3          | Santa Coloma          | 1–2 | 4–1    |
| Vardar                  | 2–6          | Lausana-Sport         | 2–1 | 0–5    |
| HB Tórshavn             | 1–2          | Brøndby               | 1–1 | 0–1    |
| Oleksandria             | 0–6          | Partizán              | 0–2 | 0–4    |
| Paola Hibernians        | 2–7          | Spartak Trnava        | 1–2 | 1–5    |
| St Patrick's Athletic   | 3–2 (t. s.)  | Nõmme Kalju           | 1–0 | 2–2    |
| Paide Linnameeskond     | 0–8          | AIK Estocolmo         | 0–2 | 0–6    |
| Sarajevo                | 2–5          | Universitatea Craiova | 2–1 | 0–4    |
| Aris Limassol           | 5–2          | Puskás Akadémia       | 3–2 | 2–0    |
| St. Joseph's            | 0–4          | Shamrock Rovers       | 0–4 | 0–0    |
| Ilves Tampere           | 4–8          | AZ Alkmaar            | 4–3 | 0–5    |
| Zira                    | 2–3 (t. s.)  | Hajduk Split          | 1–1 | 1–2    |
| Arda Kardzhali          | 2–2 (4–3 p.) | HJK Helsinki          | 0–0 | 2–2    |
| Aktobe                  | 2–5          | Sparta Praga          | 2–1 | 0–4    |
| Astaná                  | 3–1          | Zimbru Chișinău       | 1–1 | 2–0    |
| Dečić                   | 2–6          | Rapid Viena           | 0–2 | 2–4    |
| Torpedo Zhodino         | 1–4          | Maccabi Haifa         | 1–1 | 0–3    |
| Araz-Naxçıvan           | 4–3          | Aris Salónica         | 2–1 | 2–2    |
| Omonia Nicosia          | 5–0          | Torpedo Kutaisi       | 1–0 | 4–0    |
| Cherno More Varna       | 0–5          | İstanbul Başakşehir   | 0–1 | 0–4    |
| Sutjeska                | 3–7          | Beitar Jerusalén      | 1–2 | 2–5    |

### Tercera ronda clasificatoria
Un total de 60 equipos participarán en la tercera ronda clasificatoria de la Liga Conferencia de la UEFA, de los cuales 50 proceden de la ronda anterior. Esta ronda se divide en dos secciones: la ruta de campeones (para los campeones de liga) y la ruta de liga (para los no campeones).
| Equipo 1           | Agr.        | Equipo 2        | Ida | Vuelta |
| ------------------ | ----------- | --------------- | --- | ------ |
| Olimpija Ljubljana | 4–2 (t. s.) | Egnatia         | 0–0 | 4–2    |
| Milsami Orhei      | 3–5         | Virtus          | 3–2 | 0–3    |
| Differdange 03     | 5–4 (t. s.) | Levadia Tallinn | 2–3 | 3–1    |
| Víkingur Gøta      | 2–3         | Linfield        | 2–1 | 0–2    |

| Equipo 1              | Agr.         | Equipo 2              | Ida | Vuelta |
| --------------------- | ------------ | --------------------- | --- | ------ |
| Rapid Viena           | 4–4 (5–4 p.) | Dundee United         | 2–2 | 2–2    |
| Sparta Praga          | 6–1          | Ararat-Armenia        | 4–1 | 2–0    |
| AZ Alkmaar            | 4–0          | Vaduz                 | 3–0 | 1–0    |
| Lugano                | 4–7          | Celje                 | 0–5 | 4–2    |
| KÍ Klaksvik           | 2–2 (4–5 p.) | Neman Grodno          | 2–0 | 0–2    |
| Riga                  | 4–3          | Beitar Jerusalén      | 3–0 | 1–3    |
| Víkingur Reykjavík    | 3–4          | Brøndby               | 3–0 | 0–4    |
| Hajduk Split          | 3–4 (t. s.)  | Dinamo City           | 2–1 | 1–3    |
| Anderlecht            | 4–1          | Sheriff Tiraspol      | 3–0 | 1–1    |
| Lausana-Sport         | 5–1          | Astaná                | 3–1 | 2–0    |
| Larne                 | 0–3          | Santa Clara           | 0–3 | 0–0    |
| Aris Limassol         | 3–5 (t. s.)  | AEK Atenas            | 2–2 | 1–3    |
| Viking                | 2–4          | İstanbul Başakşehir   | 1–3 | 1–1    |
| Araz-Naxçıvan         | 0–9          | Omonia Nicosia        | 0–4 | 0–5    |
| Ballkani              | 1–4          | Shamrock Rovers       | 1–0 | 0–4    |
| Raków Częstochowa     | 2–1          | Maccabi Haifa         | 0–1 | 2–0    |
| AIK                   | 2–3          | Győri                 | 2–1 | 0–2    |
| Universitatea Craiova | 6–4 (t. s.)  | Spartak Trnava        | 3–0 | 3–4    |
| Polissya Zhytomyr     | 4–2          | Paksi                 | 3–0 | 1–2    |
| Levski Sofia          | 3–0          | Sabah                 | 1–0 | 2–0    |
| Silkeborg             | 2–3          | Jagiellonia Białystok | 0–1 | 2–2    |
| Partizán              | 3–4 (t. s.)  | Hibernian             | 0–2 | 3–2    |
| Baník Ostrava         | 5–4          | Austria Viena         | 4–3 | 1–1    |
| Rosenborg             | 1–0          | Hammarby              | 0–0 | 1–0    |
| St Patrick's Athletic | 3–7          | Beşiktaş              | 1–4 | 2–3    |
| Kauno Žalgiris        | 0–3          | Arda                  | 0–1 | 0–2    |

### Ronda de Play-Off
Un total de 48 equipos participarán en la cuarta ronda clasificatoria de la Liga Conferencia de la UEFA, de los cuales 30 proceden de la ronda anterior. Esta ronda se divide en dos secciones: la ruta de campeones (para los campeones de liga) y la ruta de liga (para los no campeones).
| Equipo 1           | Agr. | Equipo 2       | Ida | Vuelta |
| ------------------ | ---- | -------------- | --- | ------ |
| Ħamrun Spartans    | –    | RFS            | –   | –      |
| Shelbourne         | –    | Linfield       | –   | –      |
| Breiðablik         | –    | Virtus         | –   | –      |
| Drita              | –    | Differdange 03 | –   | –      |
| Olimpija Ljubljana | –    | Noah           | –   | –      |

| Equipo 1              | Agr. | Equipo 2              | Ida | Vuelta |
| --------------------- | ---- | --------------------- | --- | ------ |
| Racing Estrasburgo    | –    | Brøndby               | –   | –      |
| Jagiellonia Białystok | –    | Dinamo City           | –   | –      |
| Shakhtar Donetsk      | –    | Servette              | –   | –      |
| Anderlecht            | –    | AEK Atenas            | –   | –      |
| İstanbul Başakşehir   | –    | Universitatea Craiova | –   | –      |
| Crystal Palace        | –    | Fredrikstad           | –   | –      |
| Celje                 | –    | Baník Ostrava         | –   | –      |
| Raków Częstochowa     | –    | Arda                  | –   | –      |
| Hibernian             | –    | Legia Varsovia        | –   | –      |
| Levski Sofia          | –    | AZ Alkmaar            | –   | –      |
| Polissya Zhytomyr     | –    | Fiorentina            | –   | –      |
| Győri                 | –    | Rapid Viena           | –   | –      |
| Neman Grodno          | –    | Rayo Vallecano        | –   | –      |
| Lausana-Sport         | –    | Beşiktaş              | –   | –      |
| Santa Clara           | –    | Shamrock Rovers       | –   | –      |
| Rosenborg             | –    | Mainz 05              | –   | –      |
| Sparta Praga          | –    | Riga                  | –   | –      |
| Häcken                | –    | CFR Cluj              | –   | –      |
| Wolfsberger           | –    | Omonia Nicosia        | –   | –      |

## Fase de Liga
La posición de los equipos y la distribución en los distintos bombos es determinada únicamente por el coeficiente UEFA. Cada equipo participante en esta fase se enfrentará a seis equipos distintos, pertenecientes a uno de ellos en cada bombo, disputando la mitad de esos partidos como local y la otra mitad como visitante.
| Bombo 1                                                                                   | Bombo 2                                                                                   | Bombo 3                                                                                   |
| ----------------------------------------------------------------------------------------- | ----------------------------------------------------------------------------------------- | ----------------------------------------------------------------------------------------- |
| [[]] CC: 0.000 [[]] CC: 0.000 [[]] CC: 0.000 [[]] CC: 0.000 [[]] CC: 0.000 [[]] CC: 0.000 | [[]] CC: 0.000 [[]] CC: 0.000 [[]] CC: 0.000 [[]] CC: 0.000 [[]] CC: 0.000 [[]] CC: 0.000 | [[]] CC: 0.000 [[]] CC: 0.000 [[]] CC: 0.000 [[]] CC: 0.000 [[]] CC: 0.000 [[]] CC: 0.000 |

| Bombo 4                                                                                   | Bombo 5                                                                                   | Bombo 6                                                                                   |
| ----------------------------------------------------------------------------------------- | ----------------------------------------------------------------------------------------- | ----------------------------------------------------------------------------------------- |
| [[]] CC: 0.000 [[]] CC: 0.000 [[]] CC: 0.000 [[]] CC: 0.000 [[]] CC: 0.000 [[]] CC: 0.000 | [[]] CC: 0.000 [[]] CC: 0.000 [[]] CC: 0.000 [[]] CC: 0.000 [[]] CC: 0.000 [[]] CC: 0.000 | [[]] CC: 0.000 [[]] CC: 0.000 [[]] CC: 0.000 [[]] CC: 0.000 [[]] CC: 0.000 [[]] CC: 0.000 |

Bombo sin definir
| Bombo 1: - Fiorentina CC: 62.000 - AZ Alkmaar CC: 54.500 - Shakhtar Donetsk CC: 52.000 - Sporting Braga CC: 46.000 - PAOK CC: 42.250 - Maccabi Tel Aviv CC: 37.500 Bombo 1 o 2: - Young Boys CC: 34.500 - Slovan Bratislava CC: 33.500 - Midtjylland CC: 32.750 - Rapid Viena CC: 32.250 - Legia Varsovia CC: 31.000 - Sparta Praga CC: 29.500 - Anderlecht CC: 28.250 | Bombo 1, 2 o 3: - Ludogorets Razgrad CC: 24.000 - Dynamo Kiev CC: 23.500 - Crystal Palace CC: 23.039 - İstanbul Başakşehir CC: 23.000 - FCSB CC: 22.500 - CFR Cluj CC: 19.000 - Lech Poznań CC: 19.000 Bombo 1, 2, 3 o 4: - Rayo Vallecano CC: 18.890 - Shamrock Rovers CC: 17.875 - Olimpija Ljubljana CC: 17.375 - Omonia Nicosia CC: 17.375 - Mainz 05 CC: 17.266 - Panathinaikos CC: 16.000 | Bombo 1, 2, 3, 4 o 5: - Beşiktaş CC: 15.000 - Racing Estrasburgo CC: 14.618 - Malmö CC: 14.500 - Jagiellonia Białystok CC: 14.000 - Celje CC: 14.000 - Utrecht CC: 13.430 - Santa Clara CC: 12.453 - Rijeka CC: 12.000 - Servette CC: 11.500 - Genk CC: 11.370 Bombo 2, 3, 4 o 5: - RFS CC: 11.000 - Zrinjski Mostar CC: 10.000 - Lincoln Red Imps CC: 10.000 Bombo 2, 3, 4, 5 o 6: - Riga CC: 10.000 - KuPS Kuopio CC: 10.000 - AEK Atenas CC: 9.500 - Aberdeen CC: 9.500 | Bombo 3, 4, 5 o 6: - Wolfsberger CC: 9.500 - Drita CC: 9.000 - Breiðablik CC: 9.000 - Baník Ostrava CC: 8.820 - Sigma Olomouc CC: 8.820 - Samsunspor CC: 8.780 - Linfield CC: 8.500 - Raków Częstochowa CC: 8.000 - Brann CC: 7.937 - Rosenborg CC: 7.937 - Fredrikstad CC: 7.937 Bombo 4, 5 o 6: - AEK Larnaca CC: 7.500 - Shkëndija CC: 7.500 - Hibernian CC: 7.110 - Häcken CC: 7.000 - Brøndby CC: 7.000 - Lausana-Sport CC: 6.725 | Bombo 5 o 6: - Universitatea Craiova CC: 6.500 - Ħamrun Spartans CC: 6.000 - Noah CC: 5.000 - Differdange 03 CC: 5.000 - Polissya Zhytomyr CC: 4.880 - Győri CC: 4.800 Bombo 6: - Levski Sofia CC: 4.500 - Arda CC: 3.975 - Neman Grodno CC: 3.500 - Shelbourne CC: 2.993 - Dinamo City CC: 1.575 - Virtus CC: 1.500 |

### Clasificación
| Pos. | Equipo       | Pts. | PJ | G | E | P | GF | GC | Dif. | Clasificación 2025-26                                  |
| ---- | ------------ | ---- | -- | - | - | - | -- | -- | ---- | ------------------------------------------------------ |
| 1    | Bandera de ? | 0    | 0  | 0 | 0 | 0 | 0  | 0  | 0    | Clasificado a los octavos de final                     |
| 2    | Bandera de ? | 0    | 0  | 0 | 0 | 0 | 0  | 0  | 0    | Clasificado a los octavos de final                     |
| 3    | Bandera de ? | 0    | 0  | 0 | 0 | 0 | 0  | 0  | 0    | Clasificado a los octavos de final                     |
| 4    | Bandera de ? | 0    | 0  | 0 | 0 | 0 | 0  | 0  | 0    | Clasificado a los octavos de final                     |
| 5    | Bandera de ? | 0    | 0  | 0 | 0 | 0 | 0  | 0  | 0    | Clasificado a los octavos de final                     |
| 6    | Bandera de ? | 0    | 0  | 0 | 0 | 0 | 0  | 0  | 0    | Clasificado a los octavos de final                     |
| 7    | Bandera de ? | 0    | 0  | 0 | 0 | 0 | 0  | 0  | 0    | Clasificado a los octavos de final                     |
| 8    | Bandera de ? | 0    | 0  | 0 | 0 | 0 | 0  | 0  | 0    | Clasificado a los octavos de final                     |
| 9    | Bandera de ? | 0    | 0  | 0 | 0 | 0 | 0  | 0  | 0    | Clasificado a la ronda preliminar (cabeza de serie)    |
| 10   | Bandera de ? | 0    | 0  | 0 | 0 | 0 | 0  | 0  | 0    | Clasificado a la ronda preliminar (cabeza de serie)    |
| 11   | Bandera de ? | 0    | 0  | 0 | 0 | 0 | 0  | 0  | 0    | Clasificado a la ronda preliminar (cabeza de serie)    |
| 12   | Bandera de ? | 0    | 0  | 0 | 0 | 0 | 0  | 0  | 0    | Clasificado a la ronda preliminar (cabeza de serie)    |
| 13   | Bandera de ? | 0    | 0  | 0 | 0 | 0 | 0  | 0  | 0    | Clasificado a la ronda preliminar (cabeza de serie)    |
| 14   | Bandera de ? | 0    | 0  | 0 | 0 | 0 | 0  | 0  | 0    | Clasificado a la ronda preliminar (cabeza de serie)    |
| 15   | Bandera de ? | 0    | 0  | 0 | 0 | 0 | 0  | 0  | 0    | Clasificado a la ronda preliminar (cabeza de serie)    |
| 16   | Bandera de ? | 0    | 0  | 0 | 0 | 0 | 0  | 0  | 0    | Clasificado a la ronda preliminar (cabeza de serie)    |
| 17   | Bandera de ? | 0    | 0  | 0 | 0 | 0 | 0  | 0  | 0    | Clasificado a la ronda preliminar (no cabeza de serie) |
| 18   | Bandera de ? | 0    | 0  | 0 | 0 | 0 | 0  | 0  | 0    | Clasificado a la ronda preliminar (no cabeza de serie) |
| 19   | Bandera de ? | 0    | 0  | 0 | 0 | 0 | 0  | 0  | 0    | Clasificado a la ronda preliminar (no cabeza de serie) |
| 20   | Bandera de ? | 0    | 0  | 0 | 0 | 0 | 0  | 0  | 0    | Clasificado a la ronda preliminar (no cabeza de serie) |
| 21   | Bandera de ? | 0    | 0  | 0 | 0 | 0 | 0  | 0  | 0    | Clasificado a la ronda preliminar (no cabeza de serie) |
| 22   | Bandera de ? | 0    | 0  | 0 | 0 | 0 | 0  | 0  | 0    | Clasificado a la ronda preliminar (no cabeza de serie) |
| 23   | Bandera de ? | 0    | 0  | 0 | 0 | 0 | 0  | 0  | 0    | Clasificado a la ronda preliminar (no cabeza de serie) |
| 24   | Bandera de ? | 0    | 0  | 0 | 0 | 0 | 0  | 0  | 0    | Clasificado a la ronda preliminar (no cabeza de serie) |
| 25   | Bandera de ? | 0    | 0  | 0 | 0 | 0 | 0  | 0  | 0    | Eliminado de la competición                            |
| 26   | Bandera de ? | 0    | 0  | 0 | 0 | 0 | 0  | 0  | 0    | Eliminado de la competición                            |
| 27   | Bandera de ? | 0    | 0  | 0 | 0 | 0 | 0  | 0  | 0    | Eliminado de la competición                            |
| 28   | Bandera de ? | 0    | 0  | 0 | 0 | 0 | 0  | 0  | 0    | Eliminado de la competición                            |
| 29   | Bandera de ? | 0    | 0  | 0 | 0 | 0 | 0  | 0  | 0    | Eliminado de la competición                            |
| 30   | Bandera de ? | 0    | 0  | 0 | 0 | 0 | 0  | 0  | 0    | Eliminado de la competición                            |
| 31   | Bandera de ? | 0    | 0  | 0 | 0 | 0 | 0  | 0  | 0    | Eliminado de la competición                            |
| 32   | Bandera de ? | 0    | 0  | 0 | 0 | 0 | 0  | 0  | 0    | Eliminado de la competición                            |
| 33   | Bandera de ? | 0    | 0  | 0 | 0 | 0 | 0  | 0  | 0    | Eliminado de la competición                            |
| 34   | Bandera de ? | 0    | 0  | 0 | 0 | 0 | 0  | 0  | 0    | Eliminado de la competición                            |
| 35   | Bandera de ? | 0    | 0  | 0 | 0 | 0 | 0  | 0  | 0    | Eliminado de la competición                            |
| 36   | Bandera de ? | 0    | 0  | 0 | 0 | 0 | 0  | 0  | 0    | Eliminado de la competición                            |

Actualizado a los partidos jugados el 26 de marzo de 2025.
 Fuente: Liga Conferencia de la UEFA
Criterios de clasificación: Puntos · Diferencia de goles · Goles a favor · Goles a favor como visitante · Victorias · Victorias como visitante · Puntos obtenidos por los oponentes en fase de liga · Diferencia de goles de los oponentes en fase de liga · Goles a favor de los oponentes en fase de liga · Fair Play · Coeficiente de clubes